# Cornerstones FC
El Cornerstones FC es un equipo de fútbol de Ghana que juega en la Segunda División de Ghana, la tercera liga de fútbol en importancia en el país.

## Historia
Fue fundado el 16 de junio del año 1931 en la ciudad de Kumasi en la Región de Ashanti y han jugado en la Liga de fútbol de Ghana en 32 temporadas, ubicándose en la cuarta posición histórica del fútbol ghanés.
Su última aparición en la máxima categoría ha sido la del 1994/95 y nunca han sido campeones de la Liga de fútbol de Ghana, aunque sus principales méritos han sido ganar la Copa de Ghana en 3 ocasiones y ganaron el Campeonato de Clubes de la WAFU en 1987.

## Palmarés
- Copa de Ghana: 3

1959, 1965, 1989
- Primera División de Ghana: 1

1993/94
- Campeonato de Clubes de la WAFU: 1

1987

## Jugadores destacados
- Anthony Yeboah